# Guvernul Gheorghe Tătărăscu (6)
Guvernul Gheorghe Tătărăscu (6) a fost un consiliu de miniștri care a guvernat România în perioada 11 mai - 3 iulie 1940.

## Componența
- Președintele Consiliului de Miniștri

Gheorghe Tătărăscu (11 mai - 3 iulie 1940)
- Ministru de interne

Mihail Ghelmegeanu (11 mai - 3 iulie 1940)
- Ministrul de externe

Grigore Gafencu (11 mai - 1 iunie 1940)
Ion Gigurtu (1 - 28 iunie 1940)
Constantin Argetoianu (28 iunie - 3 iulie 1940)
La 28 iunie 1940, Constantin Argetoianu, consilier regal și președinte al Senatului, a fost numit în funcția de ministru de externe în locul lui Ion Gigurtu care a demisionat.
- Ministrul finanțelor

Mitiță Constantinescu (11 mai - 3 iulie 1940)
- Ministrul justiției

Aurelian Bentoiu (11 mai - 3 iulie 1940)
- Ministrul apărării naționale

General Ion Ilcuș (11 mai - 3 iulie 1940)
- Ministrul aerului și marinei

ad-int. General Ion Ilcuș (11 mai - 3 iulie 1940)
- Ministrul înzestrării armatei

Victor Slăvescu (11 mai - 3 iulie 1940)
- Ministrul economiei naționale

Mircea Cancicov (11 mai - 3 iulie 1940)
- Ministrul agriculturii și domeniilor

Gheorghe Ionescu-Sisești (11 mai - 3 iulie 1940)
- Ministrul lucrărilor publice și comunicațiilor

Ion Gigurtu (11 mai - 1 iunie 1940)
Ion Macovei (1 iunie - 3 iulie 1940)
- Ministrul comerțului exterior

Ion Christu (11 mai - 28 iunie 1940)
ad-int. Mircea Cancicov (28 iunie - 3 iulie 1940)
- Ministrul educației naționale

Petre Andrei (11 mai - 3 iulie 1940)
- Ministrul cultelor și artelor

Ștefan Ciobanu (11 mai - 28 iunie 1940)
Constantin C. Giurescu (28 iunie - 3 iulie 1940)
- Ministrul muncii

Mihail Ralea (11 mai - 3 iulie 1940)
- Ministrul sănătății și ocrotirii sociale

Dr. Nicolae Hortolomei (11 mai - 3 iulie 1940)
- Ministrul inventarului avuțiilor publice

Traian Pop (11 mai - 3 iulie 1940)
- Ministrul propagandei naționale

Constantin C. Giurescu (11 mai - 28 iunie 1940)
Teofil Sidorovici (28 iunie - 3 iulie 1940)
La 28 iunie 1940, Teofil Sidorovici, comandantul "Străjii Țării", a fost numit în funcția de ministru al propagandei naționale în locul lui Constantin C. Giurescu.
- Ministru de stat, pentru Minorități

Silviu Dragomir (11 mai - 3 iulie 1940)
- Ministru Secretar de Stat la Președinția Consiliului de Miniștri

Radu Portocală (11 mai - 28 iunie 1940)
- Ministru Secretar de Stat

Ernest Urdăreanu (22 - 28 iunie 1940)
Alexandru Vaida-Voievod (28 iunie - 3 iulie 1940)
La 22 iunie 1940, Ernest Urdăreanu, ministrul Casei regale și șef de stat major al Partidului Națiunii, a fost numit în funcția de ministru secretar de stat.
La 28 iunie 1940, Alexandru Vaida-Voievod, consilier regal și președinte al Adunării Deputaților, a fost numit în funcția de ministru secretar de stat în locul lui Ernest Urdăreanu care a demisionat.
- Ministru Secretar de Stat

Ion Inculeț (28 iunie - 3 iulie 1940)
- Ministru Secretar de Stat

Ion Nistor (28 iunie - 3 iulie 1940)

## Sursa
- Stelian Neagoe - "Istoria guvernelor României de la începuturi - 1859 până în zilele noastre - 1995" (Ed. Machiavelli, București, 1995)

| Precedat(ă) de: Guvernul Gheorghe Tătărăscu (5) | Guvernul Gheorghe Tătărăscu (6) 11 mai - 3 iulie 1940 | Succedat(ă) de: Guvernul Ion Gigurtu |